# Radywoniwka (obwód połtawski)
Radywoniwka (ukr. Радивонівка) – wieś na Ukrainie, w obwodzie połtawskim, w rejonie mirhorodzkim, w hromadzie Wełyka Bahaczka. W 2001 liczyła 1073 mieszkańców, wśród których 1001 wskazało jako ojczysty język ukraiński, 61 rosyjski, 8 mołdawski, 1 białoruski, a 2 inny.